# Ritratto di Giuliano de' Medici duca di Nemours
Il Ritratto di Giuliano de' Medici duca di Nemours è una scultura in marmo (168x80 cm) di Michelangelo Buonarroti, databile al 1526-1534 circa e facente parte della decorazione della Sagrestia Nuova in San Lorenzo a Firenze. In particolare è la statua centrale della tomba di Giuliano e, come è noto, non riproduce le fattezze del defunto, ma si tratta di un'elaborazione ideale ed eroica della sua figura.

## Storia
Il ritratto di Giuliano dovette essere iniziato verso il 1526, dopo il ritratto di Lorenzo. Si sa che nel 1533 venne affidato al Montorsoli per le rifiniture e in ogni caso doveva essere completato al 1534, anno della partenza definitiva di Michelangelo da Firenze.
Esistono quattro disegni del Tintoretto (Oxford, Christ Church College, L1 r. e v., L2 r. e v.) che mostrano alcune differenze con la statua conosciuta e che sono stati interpretati come copie del progetto originale di Michelangelo, magari a partire da un bozzetto. In essi la figura è nuda, come di solito si faceva in fase di studio, col torso più girato verso sinistra e col piede destro che poggia su un oggetto poi eliminato. Alcuni pensano però che i disegni siano tratti da una copia imprecisa della metà del XVI secolo, come sembrerebbero confermare, secondo alcuni studiosi, l'eccessiva muscolatura e la posa delle gambe.

Dettaglio

## Descrizione e stile
L'opera, inserita in una nicchia, mostra il giovane duca seduto, vestito come un antico generale romano e in atteggiamento di fierezza, come annotò il Vasari, contrapposto al "melancolico" Lorenzo. Tale atteggiamento è stato letto come metafora della "vita attiva" della dottrina neoplatonica, come personificazione della vigilanza (Bocchi e Cinelli), o della calma delle anime trapassate (Tolnay) o del temperamento collerico-sanguigno della teoria umorale. Letture politiche vi hanno letto l'idea del despota volitivo e violento.
La postura richiama quella del profeta Gioele sulla volta della Cappella Sistina e quella del Mosè.
La corazza aderisce al corpo come una guaina, che rivela il busto muscoloso, così come i calzari alti scompaiono lungo lo stinco per rivelare i piedi nudi. Al Montorsoli sono stati attribuiti i rilievi dell'armatura, nonché, secondo Charles de Tolnay, il dettaglio del piede sporgente dalla base (ottenuto tagliando quest'ultima), per aumentare la tridimensionalità, un espediente invece mai usato da Michelangelo che scolpiva sempre nell'esatta misura del blocco.
L'opera non riproduce affatto le fattezze reali del personaggio, essendosi Michelangelo sempre rifiutato di praticare il ritratto: le fonti riportano come qualcuno fece notare la dissomiglianza all'artista, ma egli, conscio della sua statura artistica nel tempo, ribadì che da lì a dieci secoli nessuno si sarebbe accorto di tale dettaglio.
Il duca tiene in mano il bastone del comando, emblema di potere sebbene egli non fu mai capitano della Chiesa, e due monete: queste sono state lette come un richiamo alla Liberalitas o all'obolo che i defunti dovevano pagare nel regno dell'Oltretomba secondo la mitologia antica.

## Nella cultura di massa
- La statua è presente (sotto forma di busto) come uno dei protagonisti nell'anime Sekko Boys.